# Augustin Roscelli
Augustin Roscelli (Casarza Ligure, 27 juillet 1818 – Gênes, 7 mai 1902) est un prêtre italien fondateur des sœurs de l'Immaculée Conception de Gênes et reconnu saint par l'Église catholique. Il est fêté le 7 mai.

## Biographie
Né dans une famille pauvre, Augustin Roscelli est baptisé le même jour parce qu'on craint pour sa vie. Il devient rapidement utile en gardant le troupeau de son père. Ses parents le confient au curé qui lui donne les premiers éléments de l'instruction. En mai 1835, au cours d'une mission, il sent un appel à la prêtrise et déménage à Gênes pour se préparer au sacerdoce et il est ordonné prêtre le 19 septembre 1846 par le cardinal Placido Maria Tadini.
Il devient prêtre à Saint-Martin d'Albaro (commune qui fusionne en 1873 avec Gênes). Là, il prend conscience que des jeunes filles, se rendant en ville pour y chercher du travail, sont souvent la proie de personnes malveillantes. Augustin est soutenu par des collaboratrices pour la création d'ateliers où une instruction spirituelle et professionnelle est donnée aux jeunes filles en danger. Il s'occupe aussi de jeunes garçons et en 1858, il collabore avec l'abbé Francesco Montebruno à l'œuvre des petits artisans pour la formation professionnelle. En 1872, il s'occupe des détenus.    
Les monitrices qui dirigent les ateliers pensent qu'une consécration religieuse constituerait une force à leur apostolat. Augustin hésite à fonder une congrégation religieuse. Il est encouragé par Mgr Magnasco et par le pape Pie IX. Le 15 octobre 1876, il fonde les filles de l'Immaculée dont l'œuvre s'étend au-delà de Gênes et de l'Italie. Il meurt le 7 mai 1902.

## Canonisation
Il est béatifié le 7 mai 1995 par Jean-Paul II et canonisé par le même pape le 10 juin 2001.
Sa fête est fixée au 7 mai d’après le Martyrologe romain.